# Squalius cephaloides
Squalius cephaloides là một loài cá vây tia thuộc họ Cyprinidae.
Loài này chỉ có ở Thổ Nhĩ Kỳ.

## Hình ảnh

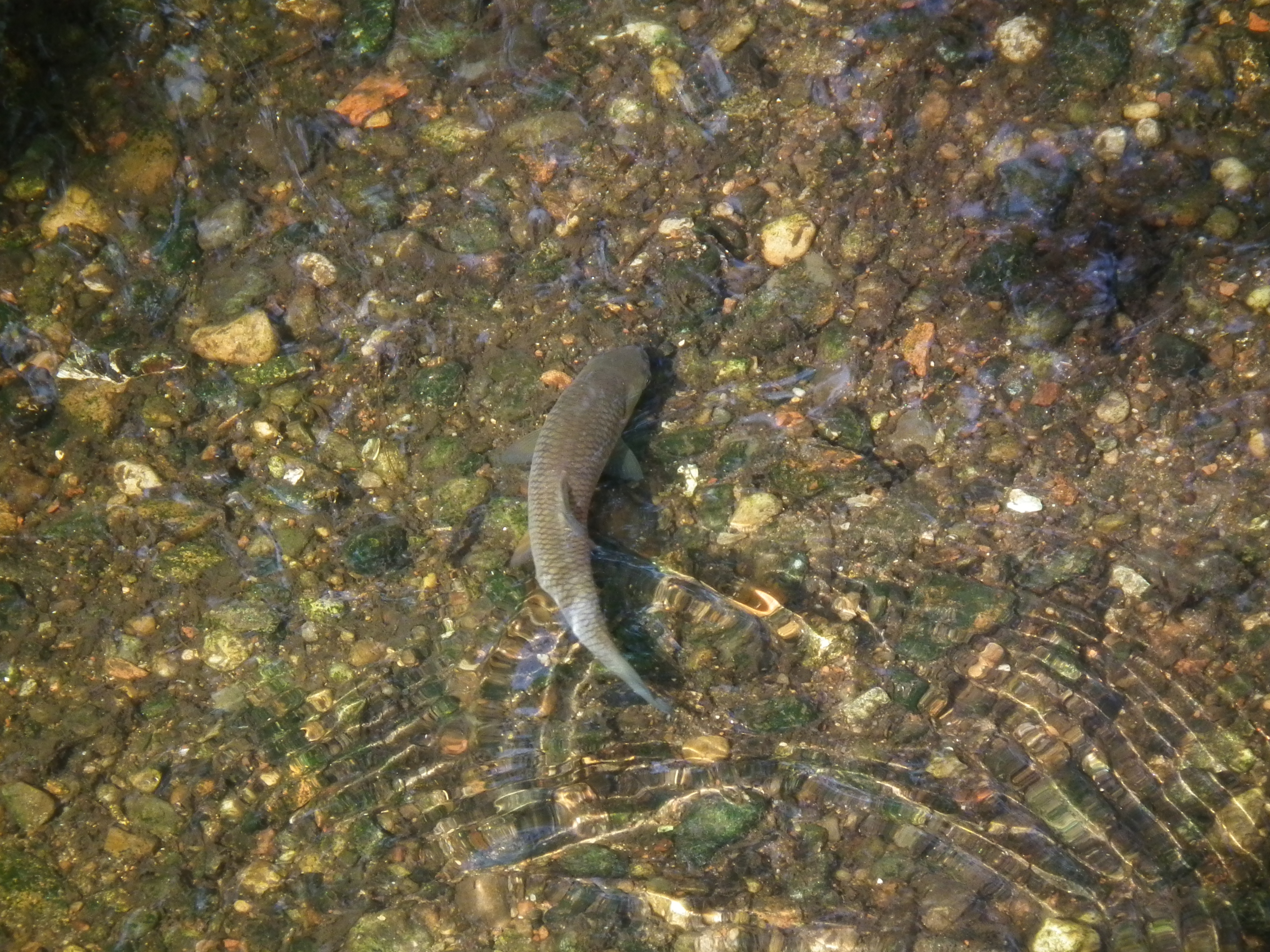
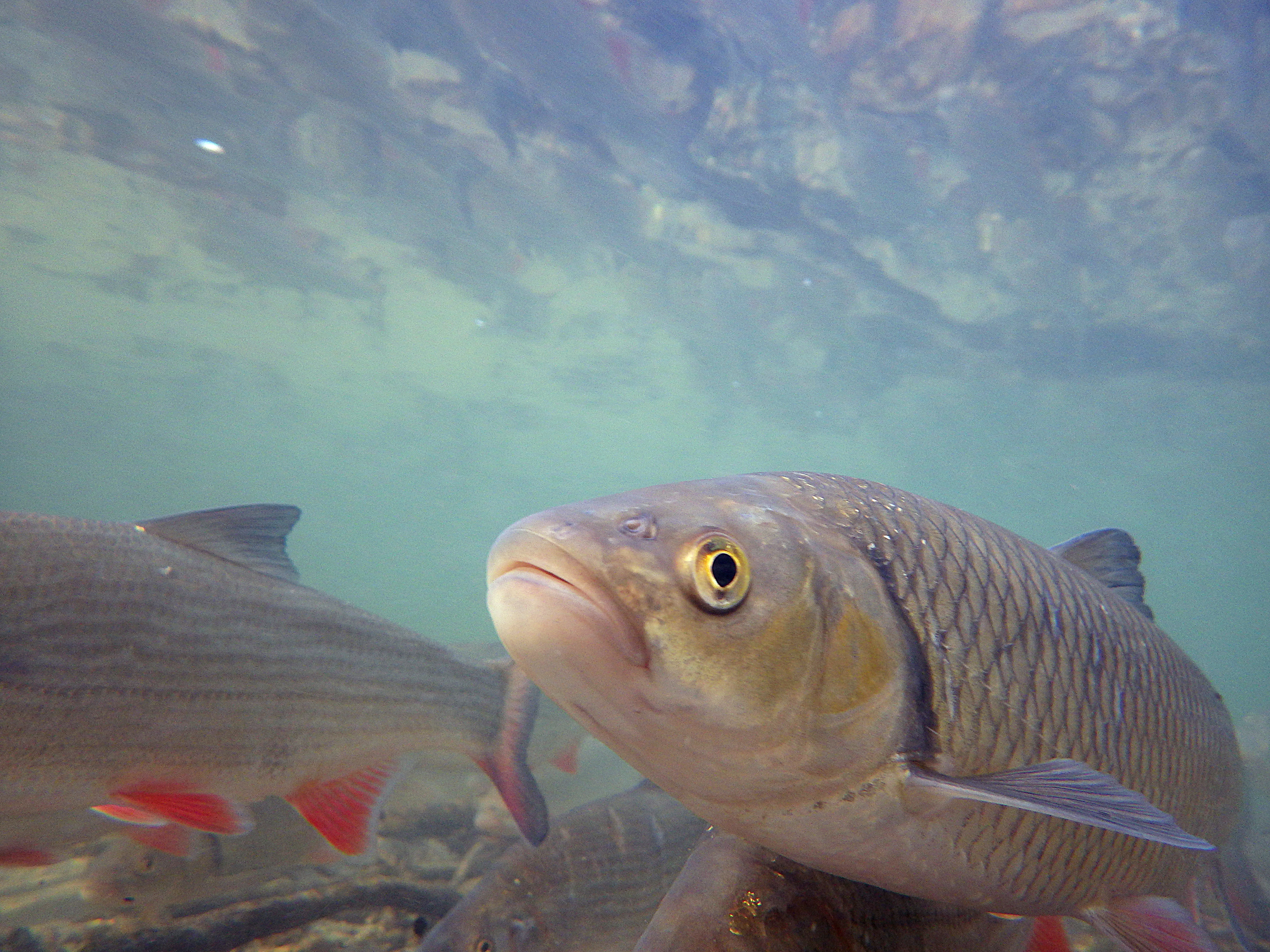
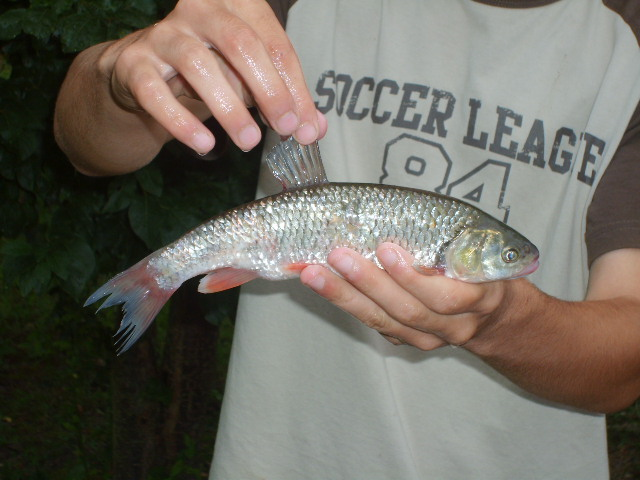
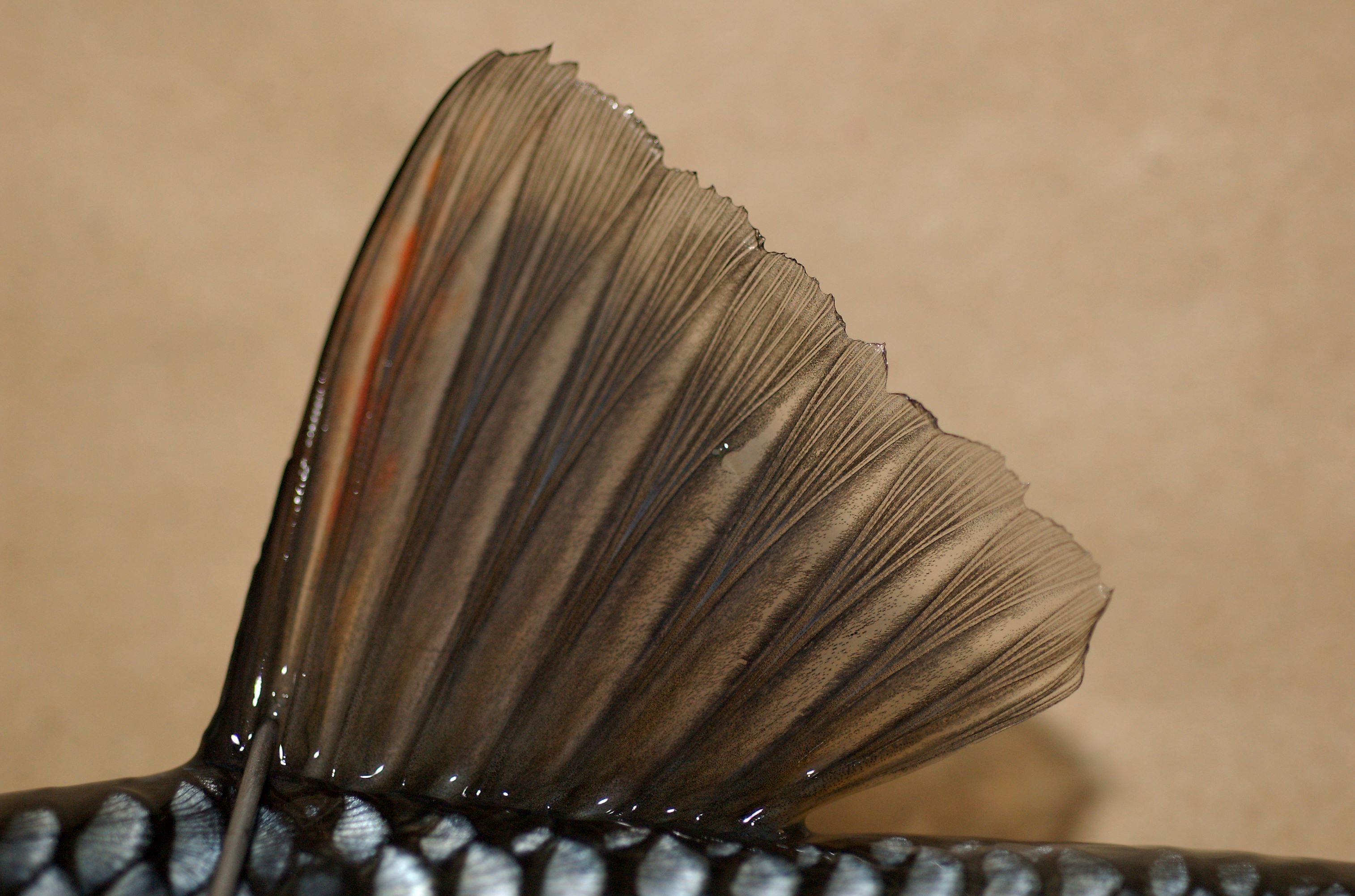